# 't Vissertje
't Vissertje is een buurtschap in de gemeente Dordrecht, in de Nederlandse provincie Zuid-Holland. De buurtschap is gelegen aan de Vissersdijk en het aanliggende gedeelte van de Noordendijk. Door de bouw van verschillende nieuwe wijken is 't Vissertje thans opgegaan in de stadsbebouwing van Dordrecht.

## Geschiedenis
Op deze plaats grenzen twee polders aan elkaar, te weten de Oud-Dubbeldamse polder (ook bekend als het Oudeland van Dubbeldam) en de Noordpolder. Ondanks de naam van de eerste polder hoorde dit stuk niet bij het ambacht Dubbeldam: het lag ten noorden van de Ree, in de heerlijkheid te Merwede. Als zodanig was het sinds 1604 grondgebied van de stad Dordrecht. De Vissersdijk raakte de Ree in het zuiden en ging daar over in de Krommedijk.
Het in de loop der tijden ontstane buurtje bleef tot ca. 1880 bij Dordrecht horen, tot deze stad het gebied afstond in ruil voor de omgeving van Station Dordrecht, tot dan toe Dubbeldams gebied. Kort tevoren was er juist door dit gebied ook een spoorlijn aangelegd, het zogenaamde Betuwelijntje. Deze spoorlijn stak de Noordendijk vlak bij 't Vissertje over. De buurtschap kreeg een eigen halte, die officieel Stopplaats 't Visschertje heette maar in de volksmond beter bekendstond als 'station Dubbeldam'. Deze halte heeft van 1865 tot 1926 gefunctioneerd.
Na de grondruil bleef 't Vissertje deel van de gemeente Dubbeldam, tot deze in 1970 werd opgeheven. In de loop der jaren ging het landelijke karakter gaandeweg verloren. De naoorlogse nieuwbouw van Dubbeldam reikte tot aan de zuidpunt van de buurtschap, terwijl er westelijk van de Vissersdijk wat industrie verrees. Met de bouw van Stadspolders in de late jaren tachtig raakte 't Vissertje ook aan de noordkant ingesloten. Het laatste open stuk, ten oosten van de Vissersdijk, werd in de jaren nul met Klein Dubbeldam bebouwd.

## Monumenten
Veel huizen in 't Vissertje zijn tot gemeentelijk monument verklaard. Aan de Vissersdijk zijn het er niet minder dan 20; aan de Noordendijk zes.

## Overig
De buurtschap heeft eveneens haar naam gegeven aan Camping Het Loze Vissertje, die op enige afstand aan de oever van het Wantij ligt.
Eiland van Dordrecht

Wijken en buurten: Binnenstad (Negentiende-eeuwse Schil) ·
Noordflank (Bleyenhoek · Lijnbaan e.o.) ·
Het Reeland (Transvaalbuurt · Land van Valk · Indische buurt · Vogelbuurt · Wantijbuurt) ·
De Staart (Staart-West · Staart-Oost) ·
Oud-Krispijn (Van Gogh-buurt) ·
Nieuw-Krispijn ·
Stadspolders (Vissershoek · Oudelandshoek) ·
Wielwijk ·
Crabbehof (Zuidhoven) ·
Sterrenburg (Sterrenburg I, II, III) ·
Dubbeldam (Oud-Dubbeldam · Dubbeldam-Noord · Dubbeldam-Zuid · 't Vissertje · Klein Dubbeldam · De Hoven)

Industrie: Amstelwijck · Krabbepolder · Louterbloemen · Zeehavenlaan · Industriegebied De Staart

Buitengebied: Kop van 't Land · Tweede Tol · Wieldrecht · Willemsdorp

Verdwenen plaatsen: De Mijl · Groote of Hollandsche Waard